# Liste der Ortschaften im Bezirk Wolfsberg
Die Liste der Ortschaften im Bezirk Wolfsberg enthält die Gemeinden und ihre zugehörigen Ortschaften im Kärntner Bezirk Wolfsberg (in Klammern stehen die Einwohnerzahlen zum Stand 1. Jänner 2025).
- Stadtgemeinde Bad St. Leonhard im Lavanttal
  - Bad St. Leonhard im Lavanttal (1938)
  - Erzberg (41)
  - Görlitzen (112)
  - Gräbern (61)
  - Kalchberg (101)
  - Kliening (630)
  - Lichtengraben (26)
  - Mauterndorf (87)
  - Prebl (70)
  - Raning (49)
  - Schiefling (248)
  - Schönberg (158)
  - Steinbruch (30)
  - Twimberg (266)
  - Wartkogel (54)
  - Wiesenau (87)
  - Wisperndorf (286)

- Marktgemeinde Frantschach-St. Gertraud
  - Frantschach (390)
  - Hintergumitsch (121)
  - Hinterwölch (43)
  - Kaltstuben (17)
  - Kamp (158)
  - Kamperkogel (47)
  - Limberg (95)
  - Obergösel (101)
  - Praken (3)
  - Sankt Gertraud (326)
  - Trum- und Prössinggraben (29)
  - Untergösel (210)
  - Vorderlimberg (103)
  - Vorderwölch (186)
  - Weinebene (1)
  - Zellach (564)

- Marktgemeinde Lavamünd
  - Achalm (143)
  - Ettendorf (283)
  - Hart (179)
  - Krottendorf (128)
  - Lamprechtsberg (161)
  - Lavamünd (292)
  - Lorenzenberg (62)
  - Magdalensberg (423)
  - Pfarrdorf (334)
  - Plestätten (90)
  - Rabenstein (25)
  - Rabensteingreuth (80)
  - Schwarzenbach (101)
  - St. Vinzenz (4)
  - Unterbergen (68)
  - Unterholz (52)
  - Weißenberg (178)
  - Witternig (19)
  - Wunderstätten (81)
  - Zeil (54)

- Gemeinde Preitenegg
  - Kleinpreitenegg (56)
  - Oberauerling (53)
  - Oberpreitenegg (136)
  - Preitenegg (259)
  - Unterauerling (99)
  - Unterpreitenegg (288)

- Marktgemeinde Reichenfels
  - Reichenfels (1016)
  - Sommerau (165)
  - St. Peter im Lavanttal (260)
  - Weitenbach (259)

- Stadtgemeinde St. Andrä
  - Aich (84)
  - Blaiken (458)
  - Burgstall-Pölling (23)
  - Burgstall-St. Andrä (402)
  - Dachberg (67)
  - Eisdorf (55)
  - Eitweg (676)
  - Farrach (64)
  - Fischering (52)
  - Framrach (103)
  - Gemmersdorf (683)
  - Goding (140)
  - Gönitz (10)
  - Hainsdorf (46)
  - Höfern (9)
  - Jakling (685)
  - Kienberg (81)
  - Kleinedling (81)
  - Kleinrojach (161)
  - Kollegg (80)
  - Lamm (136)
  - Langegg (161)
  - Langgen (14)
  - Lindhof (157)
  - Magersdorf (403)
  - Maria Rojach (346)
  - Messensach (136)
  - Mettersdorf (96)
  - Mitterpichling (32)
  - Mosern (159)
  - Mühldorf (94)
  - Oberagsdorf (49)
  - Oberaigen (27)
  - Obereberndorf (18)
  - Oberpichling (163)
  - Paierdorf (176)
  - Pichling (62)
  - Pirk (56)
  - Pölling (213)
  - Pustritz (11)
  - Ragglach (36)
  - Ragglbach (43)
  - Reisberg (11)
  - St. Andrä (1366)
  - Schaßbach (20)
  - Schobersberg (14)
  - Schönweg-Pustritz (44)
  - Schönweg-St. Andrä (200)
  - Siebending (106)
  - St. Jakob (59)
  - St. Ulrich (222)
  - Streitberg (11)
  - Tschrietes (1)
  - Unteragsdorf (67)
  - Unteraigen (15)
  - Untereberndorf (54)
  - Unterrain (131)
  - Völking (21)
  - Wimpassing (102)
  - Winkling-Nord (130)
  - Winkling-Süd (26)
  - Wölzing-Fischering (500)
  - Wölzing-St. Andrä (126)
  - Zellbach (66)

- Gemeinde St. Georgen im Lavanttal
  - Allersdorf (116)
  - Andersdorf (98)
  - Fransdorf (61)
  - Götzendorf (13)
  - Gundisch-Mitte (29)
  - Gundisch-Nord (29)
  - Gundisch-Süd (15)
  - Herzogberg (58)
  - Hofwiesen (159)
  - Krakaberg (7)
  - Matschenbloch (90)
  - Niederhof (46)
  - Oberrainz (40)
  - Pfaffendorf (75)
  - Pontnig (55)
  - Raggane (40)
  - St. Georgen im Lavanttal (704)
  - Steinberg-Hart (69)
  - Steinberg-Oberhaus (42)
  - Unterpichling (44)
  - Unterrainz (125)

- Marktgemeinde St. Paul im Lavanttal
  - Deutsch-Grutschen (123)
  - Gönitz (56)
  - Granitztal-St. Paul (70)
  - Granitztal-Weißenegg (409)
  - Hundsdorf (108)
  - Johannesberg (16)
  - Kampach (82)
  - Kollnitzgreuth (69)
  - Legerbuch (165)
  - Loschental (53)
  - Schildberg (60)
  - St. Margarethen (25)
  - St. Martin (20)
  - St. Paul im Lavanttal (1623)
  - Stadling (78)
  - Unterhaus (5)
  - Unterholz (7)
  - Weinberg (15)
  - Windisch-Grutschen (31)
  - Winkling (26)
  - Zellbach (103)

- Stadtgemeinde Wolfsberg
  - Aichberg (253)
  - Altendorf (414)
  - Arling (57)
  - Auen (843)
  - Eselsdorf (26)
  - Forst (298)
  - Glein (59)
  - Gräbern (122)
  - Gries (1252)
  - Großedling (260)
  - Hartelsberg (147)
  - Hartneidstein (31)
  - Hattendorf (452)
  - Hintertheißenegg (40)
  - Kleinedling (1797)
  - Kleinwinklern (82)
  - Klippitztörl (46)
  - Kötsch (15)
  - Kragelsdorf (75)
  - Lading (240)
  - Lausing (58)
  - Leiwald (12)
  - Magersdorf (47)
  - Maildorf (104)
  - Michaelsdorf (221)
  - Oberleidenberg (359)
  - Paildorf (221)
  - Pfaffendorf (112)
  - Pollheim (380)
  - Prebl (301)
  - Preims (88)
  - Priel (2979)
  - Raggl (143)
  - Reding (2856)
  - Reideben (75)
  - Reinfelsdorf (82)
  - Reisberg (123)
  - Rieding (293)
  - Riegelsdorf (53)
  - Ritzing (562)
  - Schilting (63)
  - Schleifen (500)
  - Schoßbach (180)
  - Schwemmtratten (404)
  - Siegelsdorf (223)
  - St. Jakob (910)
  - St. Johann (1052)
  - St. Marein (364)
  - St. Margarethen im Lavanttal (884)
  - St. Michael (532)
  - St. Stefan (1706)
  - St. Thomas (175)
  - Thürn (189)
  - Unterleidenberg (247)
  - Völking (165)
  - Vordergumitsch (166)
  - Vordertheißenegg (205)
  - Waldenstein (124)
  - Weißenbach Gumitsch (69)
  - Weißenbach Rieding (41)
  - Witra (114)
  - Wois (10)
  - Wolfsberg (815)
  - Wolkersdorf (135)
  - Wölling (110)